# Pallacanestro CUS Chieti
La sezione pallacanestro femminile del Centro Universitario Sportivo Chieti è stata la principale società di basket di Chieti.

## Storia
Il Cus Chieti approdò in A1 al termine della stagione 1996-97. Ha giocato nella massima divisione italiana per otto stagioni consecutive, ottenendo tre sesti posti consecutivi dal 2001 al 2003.
Nel 2005 lascia la massima serie e nel 2005-06, malgrado il secondo posto nel Girone Sud di Serie A2, la vittoria della Coppa Italia di Serie A2 e la sconfitta nella finale dei play-off contro il San Raffaele Marino, la società è costretta a ripartire dalla Serie B1. Nel 2007, con la vittoria del Girone B e dei play-off, Chieti è tornata nella serie cadetta.
Con la vittoria per 58-53 su Orvieto in gara-3 della finale dei play-off, il 3 giugno 2012 Chieti ritorna in Serie A1.
Nel 2014 la società non conclude il campionato di Serie A1 e si scioglie.

## Palmarès
- Coppa Italia di Serie A2: 1
2006

## Cestiste
- Pam Rosanio